# 제리 포더

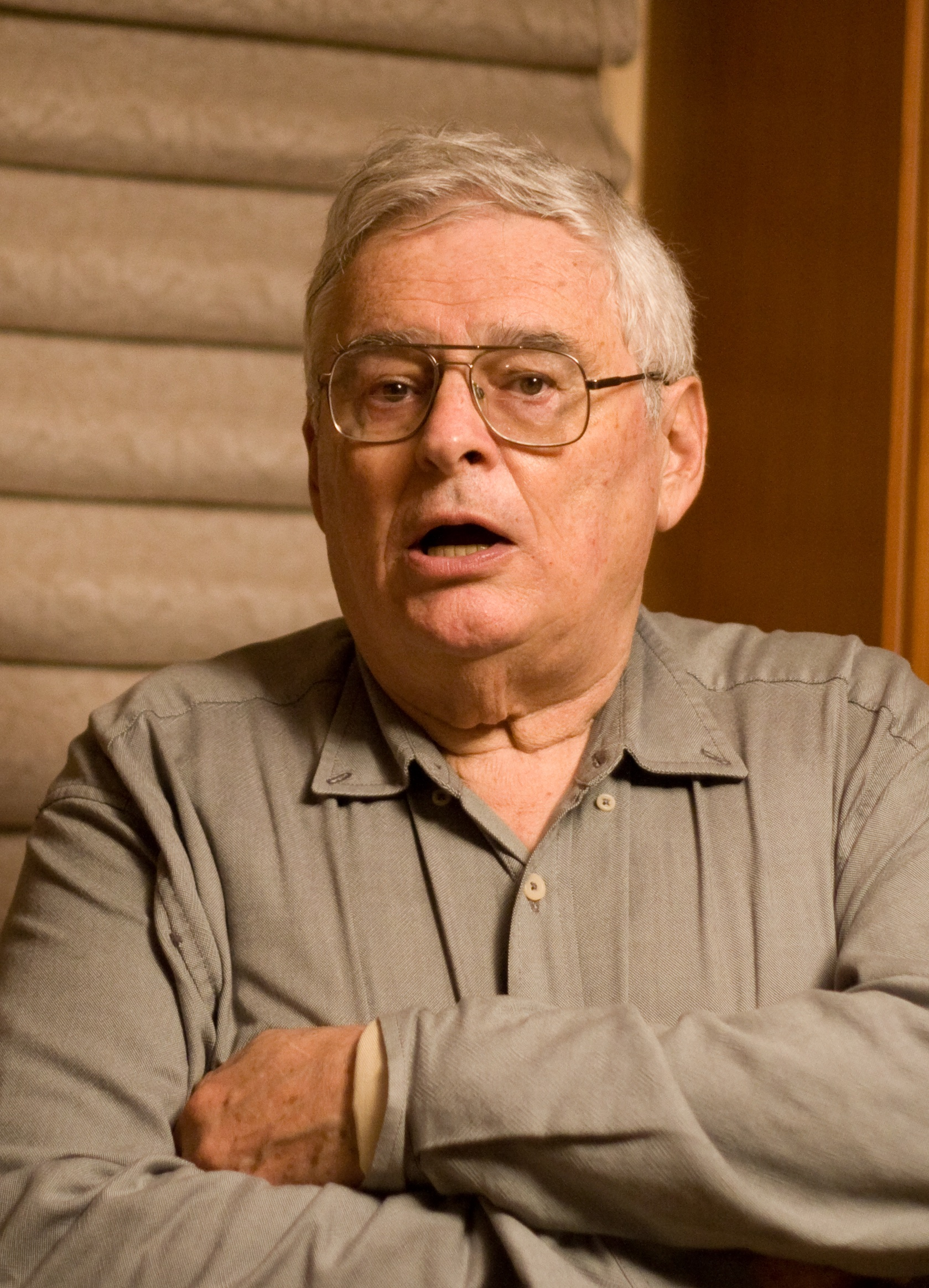
제리 포더 (2007)

제리 앨런 포더(영어: Jerry Alan Fodor, 1935년 4월 22일 ~ 2017년 11월 29일)는 미국의 철학자이자 인지과학자였다. 1988년부터 럿거스 대학교의 철학과 및 인지과학과의 교수직을 역임했다.

## 같이 보기
- 계산주의 마음 이론